# ガイアックス (燃料)
ガイアックス（GAIAX）とは、かつて日本で発売されていた高濃度アルコール燃料のブランド名。1999年（平成11年）頃からベンチャー企業だったガイアエナジー株式会社が、
天然ガスを原料として韓国などの日本国外で製造し、ガソリンスタンドでの販売を開始したが、2003年（平成15年）の「揮発油等の品質の確保等に関する法律」改正により販売を終了している。

## 特徴
一般的なガソリンエンジン車にそのまま使用でき、性能も同等で、一酸化炭素と炭化水素の排出量を大幅に減らしたと宣伝されていた。揮発油税の課税対象外であることから、価格はレギュラーガソリンに比べて1リットル20円程度安価に提供されていた。（2000年時点で1リットル90円前後）
一方でガイアエナジーでは、下記の車種などでの使用を断っていた（注釈部分以外は原文ママ）。
成分を分析した環境省によると、炭化水素分49.3％、イソブタノール 21.2%、イソプロパノール 12.0%、添加剤としてオクタン価向上剤の MTBE（メチルtert-ブチルエーテル）が17.4％であった。

## 問題
高濃度アルコール燃料については、それまで日本国内での流通がなく、またこのことから日本国内で使用される自動車はこのような燃料の使用を前提とした仕様になっていなかったため、次のような問題を引き起こした。

### 車両への影響
高濃度アルコール燃料が原因とされるアルミ部品の腐食が複数の自動車メーカーから報告され、うちホンダでは燃料漏れによる4件の車両火災が発生しており、利用者には無鉛ガソリン以外の燃料は使えない旨を通達している。ガイアエナジー側も自社研究資料で反証を行い、自動車工業会、国土交通省、経済産業省、末端ユーザーを含めた論争になった。

### 環境への影響
2001年（平成13年）3月、環境省はガイアックスが環境へ与える影響について調査結果を発表した。これによると、ガソリンと比べ、一酸化炭素及び炭化水素の発生量は低いものの、窒素酸化物、アルデヒド類の排出量は増加する傾向を示した。こちらでも、製造業者側と環境省が試験の手法について対立し、ガイアエナジーは公開討論を求めると共に、石油連盟から圧力を受けていると訴えている。

### 税金
高濃度アルコール燃料については既存税制の対象外であったことから、軽油引取税の対象とするのか、新たに揮発油税の対象とするのかという議論が生じた。結果として各自治体が軽油引取税を課税したことから、これを不服とした訴訟が各地で提起されたが、2006年（平成18年）に最高裁判決で課税処分は適法であるとの判断がなされた。

## 規制
2003年（平成15年）、安全上の理由から燃料の品質を規定する「揮発油等の品質の確保等に関する法律」が改正され、ガソリンへのアルコール等の混合許容値は「エタノールは混合率3％まで、その他含酸素化合物は含酸素率1.3％まで」と定められた。これにより同年8月28日以降、日本での高濃度アルコール燃料の販売が禁止されることとなり、高濃度アルコール含有燃料販売業者はすべて廃業した。この時できた法律により日本でのバイオマスエタノール普及が阻害されていると指摘されている。
ガイアエナジーは2001年に国やホンダを相手に訴訟を起こしていたが、2003年2月に取り下げている。登記簿上でも2003年3月15日付で本店を移転したのを最後に動きが無くなっており、ウェブサイトは2005年までに閉鎖されている。

## 類似商品
ガイアックスと同時期に、日本では以下の様な高濃度アルコール燃料が登場している。
- エピオン - ガイアエナジーの元販売代理店であるガイアックス株式会社[注釈 8]の商品[23]。2004年に事業を停止。
- イクシオン[24]
- ゴールドライズ[24]
- ジンガー[24]